# Idem
Idem is een afkorting van idem ditto, in het Nederlands vaak geschreven als idem dito. Idem is een Latijns woord, ditto heeft een Latijnse oorsprong en is via dictus, detto, ditto in het 17-eeuws Toscaans terug te vinden. Het is een voltooid verleden tijd: gezegd, bedoelende datgene wat reeds genoemd is.
Idem staat voor 'hetzelfde' en ditto voor 'precies'. In geschreven vorm wordt het woord idem gewoonlijk gebruikt in opsommingen en verwijst dan naar de voorgaande tekst.